# Charge (groupe britannique)
Pour les articles homonymes, voir Charge.
Charge est un groupe de punk rock et post punk britannique fondé en 1979 à Londres, en Angleterre, et actif jusqu'en 1982,,,,. 

## Discographie

### Albums
- Charge - Caged & Staged - Live In Germany, Trikont, 1980
- Perfection, Kamera Records, 1982

### Singles & EPs
- You Get What You Deserve, YCAFO Records, 1980
- Kings Cross / Brave New World, tp3, 1981
- Destroy The Youth EP, Kamera Records, 1982
- Luxury, Kamera Records, 1982
- Fashion, Kamera Records, 1982

### Compilations
- Perfection-Plus...The Best Of, Anagram Records, 2006